# Lwowski Klub Szermierczy
Lwowski Klub Szermierczy – polski klub sportowy istniejący we Lwowie w latach 1920–1939. 

## Historia klubu
W Polsce przedrozbiorowej, nauczanie szermierki było rozpowszechnione w akademiach rycerskich zakładanych przez magnatów (np. Radziwiłłów, Sanguszków, Sapiehów) oraz w kolegiach jezuickich i pijarskich. W roku 1749 w kolegium jezuickim we Lwowie byli zatrudniani metrowie, czyli nauczyciele fechtunku. W okresie zaborów w latach 1817-1844, w ramach zajęć z wychowania fizycznego nauczanie szermierki realizowano na uniwersytecie we Lwowie. Szermierka była również umieszczona w statucie Towarzystwa Gimnastycznego "Sokół", założonego w 1867 r. we Lwowie. Stanowiła integralną część wychowania fizycznego gniazd sokolich rozsianych na terenie zaboru austriackiego. Sekcje szermiercze zakładali także studenci Uniwersytetu Lwowskiego. Pierwsze Kółka Szermierzy powołano we Lwowie w 1878 r., w ramach Czytelni Akademickiej. Pierwszy polski klub szermierczy założono 20 marca 1886 r. we Lwowie pod nazwą Towarzystwo Szermierzy. Po odzyskaniu niepodległości w 1918 r. środowisko lwowskie wiodło prym w reaktywowaniu i tworzeniu nowych klubów i związków sportowych (Pogoń, Czarni). Jednym z pierwszych był Lwowski Klub Szermierczy utworzony z początkiem 1920 r. w wyniku zjednoczenia Oddziału Szermierczego "Sokoła-Macierzy" z Towarzystwem Szermierzy. W dniu 28 maja 1922 r. w salach Lwowskiego Klubu Szermierczego odbyło się założycielskie Walne Zgromadzenie Polskiego Związku Szermierczego. Lwowski Klub Szermierczy wyszkolił wielu wybitnych szermierzy dwudziestolecia międzywojennego, mistrzów Polski i mistrzów olimpijskich. Klub przestał działać we wrześniu 1939 r. w związku z wybuchem II Wojny Światowej i zajęciem Lwowa przez Sowietów. Klub nigdy nie odrodził się, gdyż Lwów po wojnie pozostał w granicach byłego ZSRR, a obecnie znajduje się terytorium Ukrainy.  

## Znani szermierze – członkowie klubu

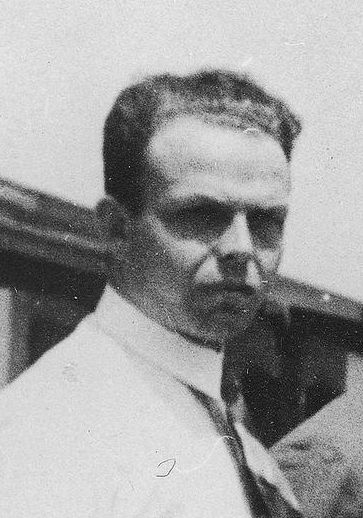
Tadeusz Friedrich
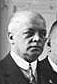
Artur Till
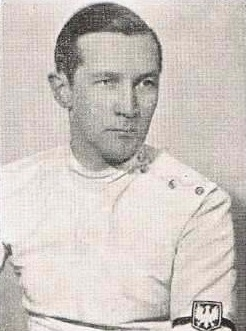
Antoni Franz

- Emil Vambera

- Stanisław Zubrzycki